# Royal Regiment of Fusiliers

Mützenabzeichen des Royal Regiment of Fusiliers

Tactical Recognition Flash des Royal Regiment of Fusiliers

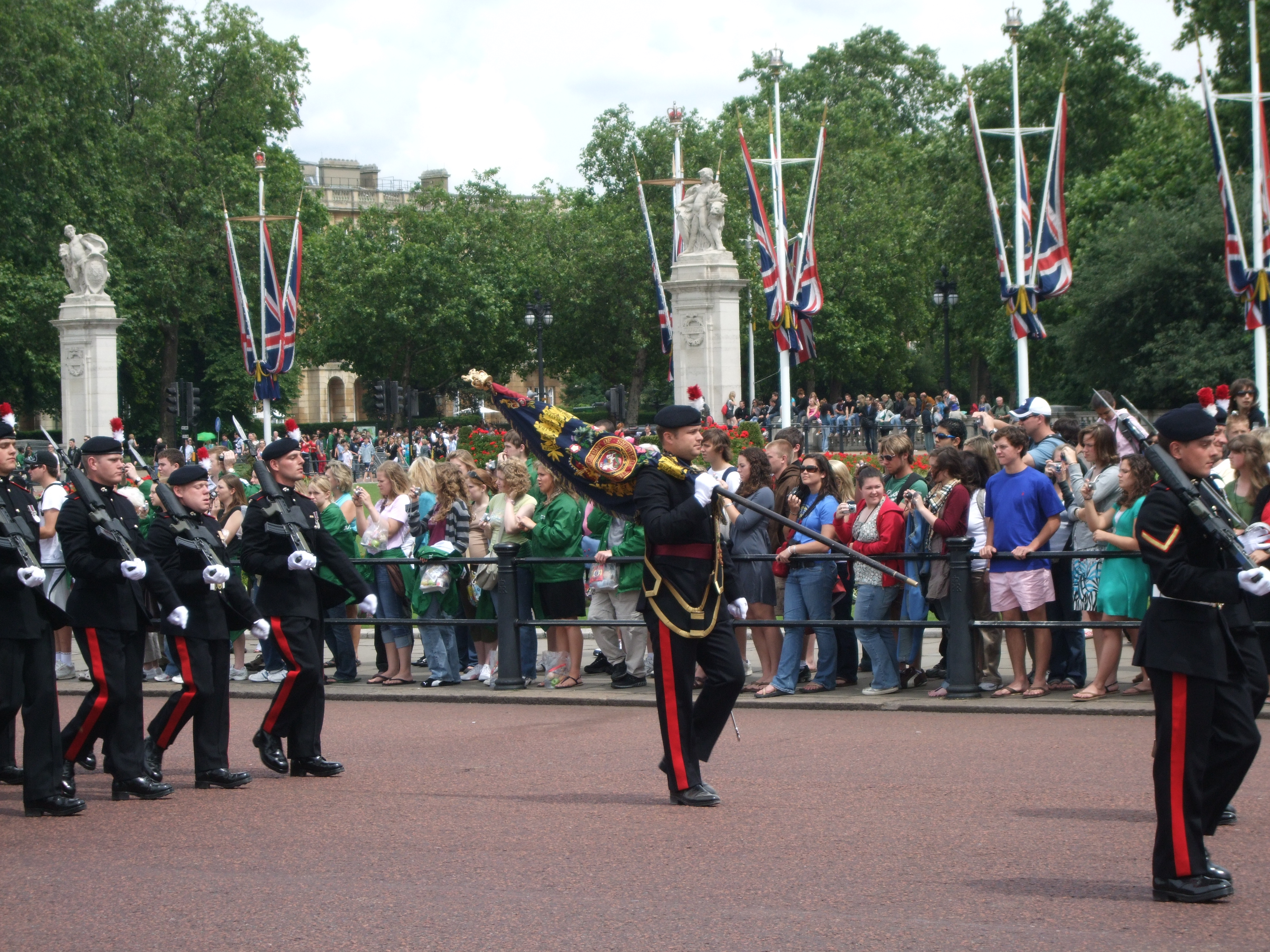
Das Royal Regiment of Fusiliers bei einer Parade auf der Mall in London im Jahre 2008

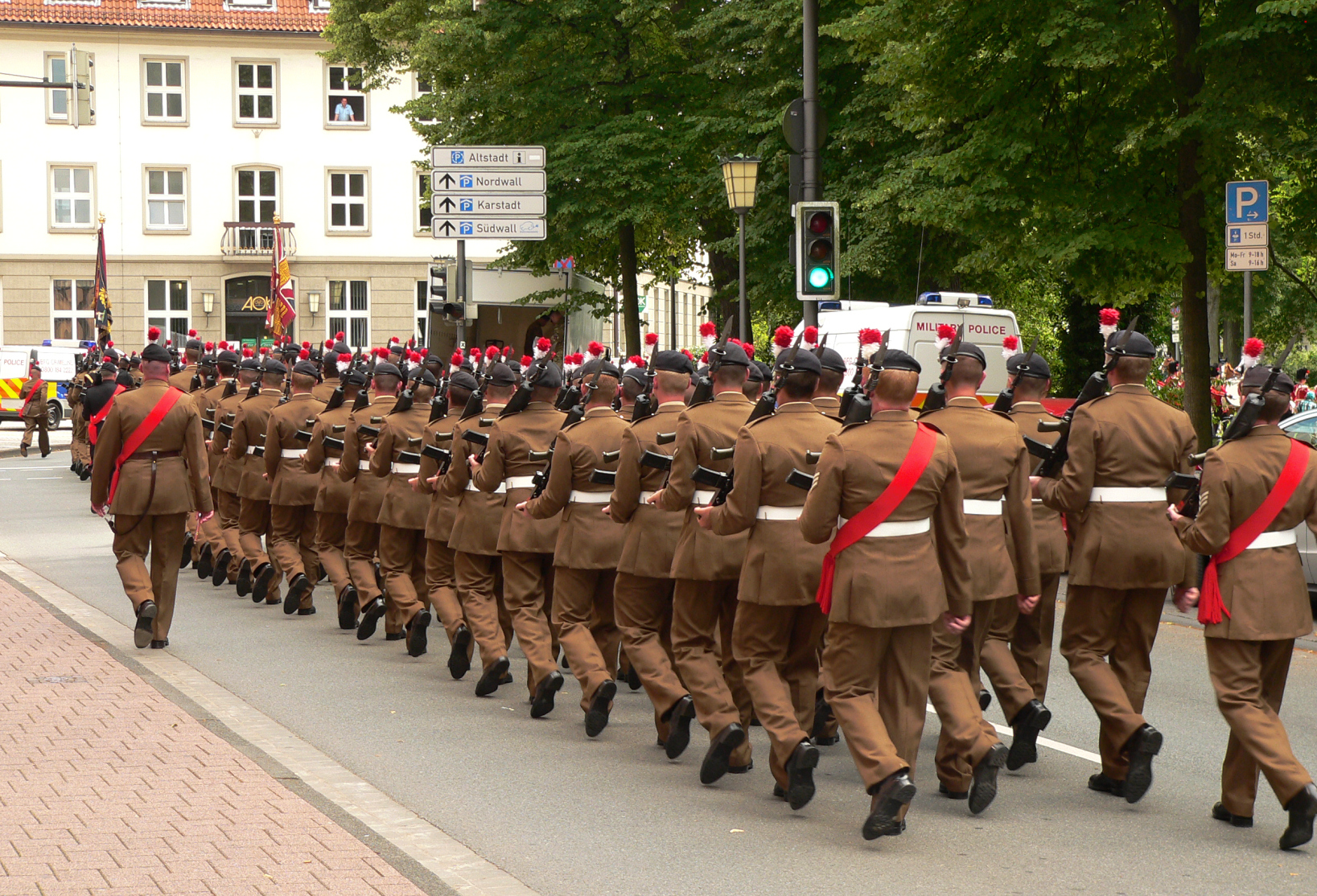
Letzter Marsch des zweiten Bataillons durch Celle vor dem Abzug im August 2012

Das Royal Regiment of Fusiliers ist ein Infanterie-Regiment der britischen Armee, das seit 1968 besteht.

## Geschichte
Das Royal Regiment of Fusiliers wurde am 23. April 1968 gegründet, indem die vier englischen Füsilier-Regimenter, die Royal Northumberland Fusiliers, die Royal Warwickshire Fusiliers, die Royal Fusiliers (City of London Regiment) und die Lancashire Fusiliers verschmolzen wurden. Diese vier Regimenter hatten zuvor seit 1958 gemeinsam die Fusilier Brigade gebildet. Das Regiment bestand zunächst aus vier regulären Bataillonen, wobei aus jedem der Vorgängerregimenter ein Bataillon gebildet wurde; hinzu kamen weitere Freiwilligen- und Territorial-Army-Bataillone. Das Regiment ist seit 1968 Teil der Queen’s Division. Das Regiment führt die Tradition seiner vier Vorgängerregimenter weiter und hat so von den Royal Fusiliers (City of London Regiment) das Hauptquartier im Tower of London übernommen, wo sich auch das Regimentsmuseum befindet. Das Mützenabzeichen des Regiments mit einer Abbildung von St. Georg, der zu Pferde einen Drachen tötet, wurde von den Northumberland Fusiliers übernommen.
Bereits 1969 wurde das vierte Bataillon aufgelöst und dessen Soldaten auf die übrigen drei Bataillone verteilt. In den ersten zwei Jahrzehnten waren die drei Bataillone des Regiments abwechselnd in Nordirland, Westdeutschland und England stationiert, selten alle gleichzeitig auf einem Stützpunkt. Ausnahmen waren Einsätze in Gibraltar und Zypern in den Jahren 1977, 1985 und 1987 sowie auf den Falklandinseln in den Jahren 1983–84 und 1988. 1991 diente das dritte Bataillon im Zweiten Golfkrieg im Irak (1990–91). Im folgenden Jahr wurde es aufgelöst und von den verbleibenden zwei Bataillonen übernommen, wobei das 1. Bataillon nun als mechanisierte Infanterie und das 2. Bataillon als leichte Infanterie operierte.
Das erste Bataillon wurde 1995 in Bosnien eingesetzt. Zwei Jahre später schloss sich ihm dort das zweite Bataillon an, das 2000 auch im Kosovo diente. Das Regiment diente 2003–2004 und 2005–2007 im Irak und 2006, 2009 und 2013 in Afghanistan. Außerdem kehrte es an seine früheren Einsatzorte in Deutschland und Nordirland zurück. Das bis Juli 2012 im niedersächsischen Celle stationierte zweite Bataillon mit etwa 600 Soldaten wurde im Rahmen der Reform Army 2020 mit dem ersten Bataillon verschmolzen. Das Regiment besteht seither aus einem Bataillon der Regular Army und einem Bataillon der Army Reserve. Das reguläre erste Bataillon mit etwa 700 Soldaten in der Grafschaft Wiltshire ist mit dem Schützenpanzer Warrior als mechanisierte Infanterie ausgerüstet, es untersteht der 1st Armoured Infantry Brigade. In jüngerer Zeit wurde es zu Übungen in Kanada, Ostafrika und Osteuropa eingesetzt. Das fünfte Bataillon (Reserve) verstärkt bei Bedarf das erste Bataillon.

### Traditionslinien
| vor 1880                                          | Childers Reformen 1881                        | Umbenennungen                                 | Verteidigungsweißbuch 1966      |
| ------------------------------------------------- | --------------------------------------------- | --------------------------------------------- | ------------------------------- |
| 5th (Northumberland) (Fusiliers) Regiment of Foot | The Northumberland Fusiliers                  | 1935: The Royal Northumberland Fusiliers      | The Royal Regiment of Fusiliers |
| 6th (Royal First Warwickshire) Regiment of Foot   | The Royal Warwickshire Regiment               | 1963: The Royal Warwickshire Fusiliers        | The Royal Regiment of Fusiliers |
| 7th (Royal Fusiliers) Regiment of Foot            | The Royal Fusiliers (City of London Regiment) | The Royal Fusiliers (City of London Regiment) | The Royal Regiment of Fusiliers |
| 20th (East Devonshire) Regiment of Foot           | The Lancashire Fusiliers                      | The Lancashire Fusiliers                      | The Royal Regiment of Fusiliers |

## Colonels
Colonel-in-Chief des Regiments ist seit Juli 1969 Prince Edward, 2. Duke of Kent.
Colonel of the Regiment waren:
- 1968–1974: General Sir Kenneth Darling
- 1974–1977: Lieutenant-General Sir George Lea
- 1977–1982: Lieutenant-General Sir Alexander James Wilson
- 1982–1986: Major-General David Milner Woodford
- 1986–1996: Major-General Jeremy Calcott Reilly
- 1996–2001: Brigadier David Arnold Kellett Biggart
- 2001–2007: Brigadier Roy Maddox Wilde
- 2007–2012: Brigadier Trevor J. Minter
- 2012–2015: Brigadier David J. Paterson
- 2015–2020: Major-General Paul Nanson
- seit 2020: Major-General Jonathan Swift

## Battle Honours
Das Regiment führt die Battle Honours seiner vier Vorgängerregimenter weiter. Zusätzlich wurden dem Regiment folgende Battle Honours verliehen:
- Wadi al Batin
- Gulf 1991
- Al Basrah
- Iraq 2003